# Audi 100 C3
Audi 100 C3 (type 44) var en øvre mellemklassebil fra Audi, som afløste 100 C2 i sommeren 1982.
Modellen udmærkede sig gennem et særligt strømlinet karrosseri, var førende indenfor permanent firehjulstræk ("quattro") i den øvre mellemklasse og var den første bil i Volkswagen-koncernen med en TDI-motor med turboladet direkte dieselindsprøjtning i serieproduktion. Efterfølgeren 100 C4 kom på markedet i slutningen af 1990.
Modellen blev valgt til Årets Bil i Europa 1983.

## Modelhistorie

### Introduktion
Som efterfølger for den i august 1976 introducerede Audi 100 C2 (type 43) blev den nyudviklede Audi 100 C3 (type 44) introduceret i august 1982.
Den på Frankfurt Motor Show 1981 præsenterede Audi-forskningsbil havde mange fælles træk med Audi 100 C3. Linjeføringen på C3 med de højtmonterede ruder gjaldt i de tidlige 1980'ere som det mest strømlineformede serieproducerede karrosseri fra denne tid og vandt flere priser. Det letbyggede karrosseri og den lave cw-værdi på 0,30 muliggjorde et lavt brændstofforbrug. Dog havde den 12 år ældre (1970) Citroën SM den samme cw-værdi. Dette blev der dog i 1970 ikke reklameret så meget med af Citroën som i 1982 af Audi.
I august 1983 fulgte med Audi 100 Avant stationcarudgaven samt Audi 200 som havde samme platform og karrosseri som Audi 100, men stærkere motorer og mere udstyr.
Fra november 1984 var quattro-versionerne tilgængelige. Modellens permanente firehjulstræk var udstyret med et midterdifferentiale. I en kendt tv-reklame kører en sådan bil på et snedækket skisportsbjerg. Senere blev tv-reklamen genindspillet med Audi A6. Bilerne kører ned ad skrænten af egen kraft, men er dog sikret med et reb.
I september 1985 fik Audi 100 et fuldt forzinket karrosseri. Allerede i midten af 1980'erne eksperimenterede man derudover med aluminiumskarrosserier, som man monterede på Audi 100-prototyper. Dette blev dog først realiseret i serieproduktion med den senere Audi A8.
- Bagfra
- Audi 100 Avant (1983–1988)

### Facelift
I januar 1988 fulgte et stort facelift, hvor bilen fik en nydesignet kabine, i karrosseriet indpassede dørhåndtag og yderligere mindre nyheder. Ud over sikkerhedsselesystemet procon-ten kunne modellen nu også fås med førerairbag. Karakteristisk for denne generation af Audi 100 var den femcylindrede motor. Bilen fandtes til sammen i mere end 20 forskellige motorvarianter med effekt mellem 51 kW (69 hk, Diesel) og 121 kW (165 hk, Turbo). De forskellige udstyrsvarianter (basis, CC, CS og CD) bortfaldt.
- Audi 100 (1988–1991)
- Bagfra
- Kabine
- Audi 100 Avant (1988–1991)

### TDI-modellernes premiere
I januar 1990 kom Audi 100 2,5 TDI på markedet. Efter Fiat Croma (1987) og Austin Montego (1988) blev Audi 100 dermed verdens tredje serieproducerede dieselpersonbil med direkte indsprøjtning. Motoren med 88 kW (120 hk) udmærkede sig ved lave brændstofforbrugsværdier og et højt drejningsmoment på 265 Nm ved 2250 omdr./min. Audi gælder som førende indenfor denne teknologi, som gav hele Volkswagen-koncernen et betydeligt udviklingsforspring i forhold til konkurrenterne i 1990'erne.
I det sidste modelår blev baglygterne på Limousine modificeret, frem til modellen i november 1990 blev afløst af Audi 100 C4. Med 2,4-liters dieselmotoren fortsatte C3 dog i produktion frem til sommeren 1991.
Søstermodellen Audi 200 blev ligeledes produceret frem til sommeren 1991, mens den på 200 baserede Audi V8 fortsatte frem til midten af 1994.
Mange eksemplarer af C3 er i dag i liebhaver- eller tunerhænder, der eksporteres også mange brugte biler, som kører i stort tal i udlandet. 100 C3 gælder som en tilforladelig og vedligeholdelsesnem bil. Som følge af det fuldt forzinkede karrosseri fra modelår 1985 er modellen ret immun overfor rustskader. De benyttede motorer, specielt de femcylindrede motorer, gælder som yderst holdbare, det er ikke sjældent at de når at køre mere end 300.000 km.

### Specialmodeller
- Audi 100 "Komfort" (S 710)
- Audi 100/100 Avant "Sport" (S 711), fra 11/1989
- Audi 100 "Sport Exklusiv" (S 743)

- Audi 100 Avant quattro "Sport" 2.3E
- Bagfra

### Licensproduktion i Kina/eksportmodeller
Under betegnelsen Hongqi ("rød fane") blev C3 mellem 1988 og 2004 fremstillet på licens i Kina af FAW i Changchun som repræsentationslimousine, herunder i eksotiske karrosserivarianter som f.eks. firedørs cabriolet.
I et joint venture kaldet FAW-Volkswagen blev Audi 100 fremstillet fra 1992. I første omgang benyttede man CKD-dele af sydafrikansk afstamning. I den tid blev modelkoden 443 benyttet. Fra 1994, hvor fabrikken begyndte selv at fremstille komponenterne, blev modelkoden ændret til 4A2. Modellen fandtes med fire forskellige motorer. Indstigningsmodellen havde en 1,8-liters (1781 cm³) motor med 66 kW (90 hk). De næste trin var en 2,0 (1984 cm³) med 79 kW (107 hk) og en 2,2'er (2226 cm³) med 96 kW (130 hk). Topmotoren var på 2,6 liter (2598 cm³) og ydede 102 kW (139 hk). Fra 1995 kom der en ny topmotor, stadigvæk på 2,6 liter men nu med 110 kW (150 hk), som ellers kun blev benyttet i Hongqi-limousiner. I løbet af år 1999 blev produktionen af den kinesiske Audi endegyldigt indstillet.
I Nordamerika blev Audi 100 C3 mellem 1983 og 1988 solgt under den med forgængeren indførte betegnelse Audi 5000, men fra 1988 blev de i Europa benyttede betegnelser Audi 100 og Audi 200 benyttet. I Sydafrika byggede Volkswagen South Africa Audi 100 på CKD-måde under betegnelsen Audi 500. I Tokyo blev C3 bygget frem til november 1991, og som Audi 200 frem til juli 1992.

### Hybridbiler "Audi duo"
På basis af Audi 100 Avant introducerede Audi i 1989 på Frankfurt Motor Show en hybridbil, Audi duo. Denne bil var udstyret med en konventionel 2,3-liters femcylindret benzinmotor med 100 kW (136 hk) som drev forhjulene, samt en elektromotor som efter behov trak baghjulene. Elektromotoren havde en effekt på 9,4 kW (12,8 hk), som blev forsynet med strøm fra 54 i serie sammenkoblede nikkel-cadmium-akkumulatorer samt ladeapparat. Batterierne kunne under kørslen genoplades, og de øgede bilens rækkevidde med ca. 25 km. Det blev dog ved tre prototyper, da der ikke var efterspørgsel nok til serieproduktion.
Navnet Audi duo blev dog igen benyttet i 1997, denne gang til en hybridudgave af Audi A4 B5 som gik i serieproduktion, men dog allerede udgik igen i 1998 som følge af manglende efterspørgsel.

## Sikkerhed
Det svenske forsikringsselskab Folksam vurderer flere forskellige bilmodeller ud fra oplysninger fra virkelige ulykker, hvorved risikoen for død eller invaliditet i tilfælde af en ulykke måles. I rapporterne Hur säker är bilen? er/var Audi 100 i årgangene 1983 til 1991 klassificeret som følger:
- 1999: Mindst 20% bedre end middelbilen[5]
- 2001: Som middelbilen[6]
- 2005: Som middelbilen[7]
- 2007: Som middelbilen[8]
- 2009: Som middelbilen[9]
- 2011: Som middelbilen[10]
- 2013: Mindst 40% dårligere end middelbilen[11]
- 2015: Mindst 40% dårligere end middelbilen[12]

## Motorer
| Model         | Cylindre | Slagvolume cm³ | Max. effekt | Fødesystem    | Motorkode | Bemærkninger                      | Byggeår           |
| ------------- | -------- | -------------- | ----------- | ------------- | --------- | --------------------------------- | ----------------- |
| Benzinmotorer |          |                |             |               |           |                                   |                   |
| 1,8           | 4        | 1781           | 55 (75)     | Karburator    | DR        |                                   | 8/1982 − 12/1987  |
| 1,8           | 4        | 1781           | 65 (88)     | Karburator    | SH        | Med katalysator, også som quattro | 2/1986 − 7/1990   |
| 1,8           | 4        | 1781           | 66 (90)     | Karburator    | DS        |                                   | 8/1983 − 7/1989   |
| 1,8           | 4        | 1781           | 66 (90)     | Monopoint     | 4B        | Med katalysator                   | 1/1988 − 9/1989   |
| 1,8           | 4        | 1781           | 66 (90)     | Multipoint    | PH        | Med katalysator, også som quattro | 4/1985 − 12/1990  |
| 1,9           | 5        | 1921           | 74 (100)    | Karburator    | WH        |                                   | 8/1982 − 7/1984   |
| 2,0           | 5        | 1994           | 83 (113)    | Multipoint    | SL        | Med katalysator                   | 2/1986 − 12/1987  |
| 2,0           | 5        | 1994           | 85 (115)    | Multipoint    | KP        |                                   | 8/1984 − 12/1987  |
| 2,0           | 5        | 1994           | 85 (115)    | Multipoint    | RT        | Med katalysator                   | 1/1988 − 12/1990  |
| 2,1           | 5        | 2144           | 100 (136)   | Multipoint    | WC        |                                   | 8/1982 − 7/1984   |
| 2,2           | 5        | 2226           | 85 (115)    | Multipoint    | KZ        | Med katalysator                   | 10/1984 − 9/1986  |
| 2,2 quattro   | 5        | 2226           | 88 (120)    | Multipoint    | PX        | Med katalysator                   | 9/1988 − 11/1990  |
| 2,2           | 5        | 2226           | 96 (131)    | Multipoint    | KF        |                                   | 2/1982 − 7/1984   |
| 2,2           | 5        | 2226           | 101 (137)   | Multipoint    | KU        | Også som quattro                  | 8/1984 − 12/1990  |
| 2,2 Turbo     | 5        | 2226           | 121 (165)   | Multipoint    | MC        | Med katalysator, også som quattro | 8/1986 − 11/1990  |
| 2,3           | 5        | 2309           | 100 (136)   | Multipoint    | NF        | Med katalysator, også som quattro | 10/1986 − 11/1990 |
| 2,3           | 5        | 2309           | 98 (133)    | Multipoint    | NF        | Med katalysator, også som quattro | 1/1990 − 11/1990  |
| 2,3           | 5        | 2309           | 101 (137)   | Multipoint    | HX        |                                   | 8/1984 − 12/1987  |
| Dieselmotorer |          |                |             |               |           |                                   |                   |
| 2,0 D         | 5        | 1986           | 51 (69)     | Hvirvelkammer | CN        |                                   | 8/1982 − 7/1988   |
| 2,0 TD        | 5        | 1986           | 64 (87)     | Hvirvelkammer | DE        | Med turbolader                    | 8/1982 − 7/1988   |
| 2,0 TD        | 5        | 1986           | 74 (100)    | Hvirvelkammer | NC        | Med turbolader og ladeluftkøler   | 3/1988 − 11/1990  |
| 2,4 D         | 5        | 2370           | 60 (82)     | Hvirvelkammer | 3D        |                                   | 8/1989 − 7/1991   |
| 2,5 TDI       | 5        | 2461           | 88 (120)    | Direkte       | 1T        | Med turbolader og ladeluftkøler   | 1/1990 − 11/1990  |

Ved versionen med MC-motor skelnes der internt mellem MC1 og MC2. MC1 og MC2 adskilte sig gennem en anden motorstyreenhed, en anden generatorholder (generator fra MC1 passer f.eks. ikke til NG fra type 89), MC1 med bankesensor, MC2 med to bankesensorer, kølerventilatoren på MC2 har flere blade, MC2 har anden knastaksel og kompression, MC1 har K26 turbolader og MC2 K24 turbolader.
Samtlige versioner med benzinmotor er E10-kompatible.

## Modelvarianter
- Audi 100 (1982 – 1987)
- Audi 100 CC (1982 – 1987)
- Audi 100 CD (1982 – 1987) med bl.a. veloursæder og kromlister
- Audi 100 CS (1982–1987) med bl.a. sportsundervogn med femegede fælge og sportssæder
- Audi 100 Diesel (1982–1990) 69 hk femcylindret sugediesel
- Audi 100 Turbo-Diesel (1982–1990) 87 hk hhv. med ladeluftkøler 100 hk femcylindret turbodiesel
- Audi 100 Turbo (1986–1990)
- Audi 100 2,0 (1988–1990)
- Audi 100 2,3 (1988–1990)
- Audi 100 2,3 (fra 1990 Limousine/Avant også som Sport II med firetrins automatgear)
- Audi 100 2,4 D (1988–1991) 82 hk femcylindret sugediesel
- Audi 100 2,5 TDI (01/1990–11/1990)

Samtlige versioner af Audi 100 C3 fandtes også som Avant og på bestilling også med det permanente firehjulstræksystem quattro, dog kun i kombination med manuel gearkasse. quattro-teknologien kunne først kombineres med automatgear i Audi V8.
- USA-version af Audi 100: Audi 5000
- Audi 100 bygget på licens af Hongqi bagfra (CA7180A2E)